# Raoul Versini

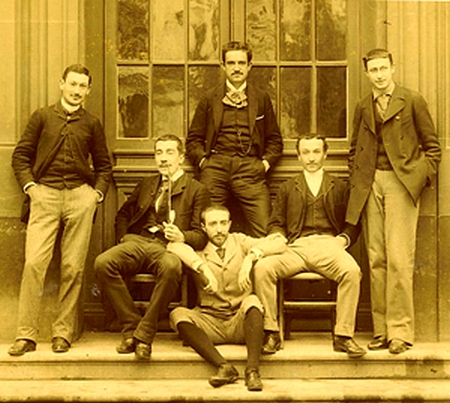
Raoul Versini en 1890 à l'ENS rue d'Ulm, au milieu, debout.

Raoul Versini (Paris 2e, 14 août 1870 - Paris 16e, 18 octobre 1939), est un agrégé de lettres français, ami d'enfance de Marcel Proust et un des promoteurs du rugby à XV en France.

## Carrière d'enseignant
Après avoir été admis en 1890 à l'École normale supérieure de Paris, où il côtoie Léon Blum et Alain, il obtient une agrégation de lettres. Il est nommé à un poste de professeur de rhétorique au lycée Carnot de Tunis puis au lycée d'Aix-en-Provence et au lycée d'Évreux. En 1906, il est inspecteur d'Académie, puis occupe en 1913 le poste de chef de cabinet du ministre de l'Instruction publique Gabriel Guist'hau. Vers 1926, il prend la direction du petit lycée Condorcet, rue d'Amsterdam à Paris. Il est également auteur de manuels scolaires. Il décède en 1940.

## Raoul Versini et Marcel Proust

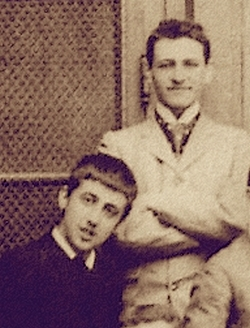
Proust et Versini sur la photo de classe de Condorcet 1888.

Raoul Versini est camarade de classe de Marcel Proust au lycée Condorcet durant l'année de philosophie 1888-1889 avec comme professeur Alphonse Darlu. Proust éprouve pour le moins  beaucoup de sympathie pour cet élève qui cependant s'en trouve gêné. Lors des absences de ses parents, Marcel est même autorisé à aller coucher chez les Versini. Proust expose sans équivoque dans des lettres qu'ils échangent les aventures sentimentales et sexuelles qui lui arrivent, évoquant même un moment où il « aurait été trop loin avec un garçon plus âgé » et aurait consenti à une « grande saleté » dans « un moment de folie ». Raoul Versini, dépositaires de ces confessions, aurait plutôt tenté de remettre son ami dans le droit chemin. Cependant, Raoul Versini est peu cité parmi les camarades impliqués dans la vie sentimentale de Marcel Proust, certains auteurs mettant même en doute l’authenticité de la lettre citée ci-dessus par William C. Carter.

## Raoul Versini et le sport
Dès 1882, des élèves du lycée Condorcet, sur le modèle anglais, organisent une activité sportive, d'abord de la course à pied, qui donnera naissance au Racing Club de France. Peu après, le football et le rugby à XV (d'abord appelé football-rugby) font leur apparition. Raoul Versini est pratiquant en 1888.
En 1892, le Racing Club de France devient le premier club champion de France de rugby. En septembre 1893, Raoul Versini écrit dans Le Figaro illustré un article intitulé Le Racing et le Foot-Ball au Bois-de-Boulogne où il présente ces sports et revient sur la création du Racing Club de France.
Lors de son passage au lycée d'Évreux, il développe pour les élèves l'Union sportive du Lycée d'Évreux qui deviendra l'Évreux Athletic Club. Un premier match de football-rugby se déroulera entre le lycée d'Évreux et le Racing Club de France en 1895.

## Publications
- L’état actuel des services scientifiques et de l’instruction publique en Tunisie, article dans la Revue générale des sciences pures et appliquées, décembre 1896.
- La Tunisie, sous la direction d'Olivier Louis, édition Delagrave, 1898, collaboration, reprise de l'article de 1896.
- Cicéron, Extrait des œuvres morales & philosophiques, avec un commentaire et des notes grammaticales, littéraires et historiques, éditions Garnier-Frères, 1897.
- Tacite, Dialogue des orateurs. Texte soigneusement revu et accompagné de notes grammaticales et historiques, 1897.
- avec Onésime Reclus, La Géographie vivante apprise par l'image, l'observation, la carte, éditions Martinet, 1909[9].